# Dom pod Krzyżem w Krakowie
Dom pod Krzyżem – budynek przy ulicy Szpitalnej 21 w Krakowie. Pierwotnie siedziba szpitala św. Rocha i kaplicy pod tym samym wezwaniem, obecnie mieści się w nim Centrum Interpretacji Niematerialnego Dziedzictwa Krakowa Muzeum Historycznego Miasta Krakowa (od 2008 udostępniany tylko podczas wystaw czasowych). 

## Historia budynku
Historia Domu pod Krzyżem sięga średniowiecza, kiedy mieścił się tutaj szpital pod wezwaniem św. Rocha przeznaczony dla ubogich scholarów (z kaplicą pod tym samym wezwaniem). Stanowił on część dużego kompleksu szpitalnego Ducha Świętego prowadzonego przez duchaków. Budowa obecnego budynku została zakończona w 1474 roku. W XVI wieku dobudowano do niego oficynę. W XVIII wieku został oddany parafii mariackiej, która prowadziła tu przytułek dla ubogich. W tym okresie na elewacji domu umieszczono krucyfiks, od którego pochodzi nazwa budynku (obecnie znajduje się tam jego kopia). Na początku XX w. budynek odkupiło miasto, które zamierzało zburzyć zabudowania poszpitalne, ale ostatecznie przekształciło je na domy mieszkalne i sklepy. W latach 1917–1937 na pierwszym piętrze budynku miał siedzibę Związek Artystów Plastyków. Wiosną 1933 roku Józef Jarema otwarł tu teatr Cricot.

## Siedziba muzeum
W 1936 roku Rada Miasta przeznaczyła Dom pod Krzyżem na siedzibę przyszłego muzeum historycznego. Muzeum przejęło budynek w 1949 roku. W latach 1958–1969 przeprowadzono generalny remont budynku, podczas którego adaptowano obiekt na potrzeby ekspozycji poświęconej historii teatru krakowskiego (Oddziału Teatralnego Muzeum Historycznego Miasta Krakowa) oraz przywrócono budowli jej pierwotne cechy stylowe. Otwarcie oddziału nastąpiło w 1969, nadano mu wówczas imię Stanisława Wyspiańskiego.
W zbiorach muzeum znalazły się m.in. pamiątki po Helenie Modrzejewskiej, Antoninie Hoffmann i Ludwiku Solskim, projekty scenografii i kostiumów Karola Frycza, Józefa Mehoffera, Andrzeja Pronaszki, Stanisława Wyspiańskiego, Andrzeja Stopki czy Tadeusza Kantora, a także inne eksponaty związane z historią teatru (portrety, rekwizyty, afisze teatralne, zaproszenia itp.).
W 2008 zamknięto stałą wystawę ze względu na konieczny remont budynku, konserwację eksponatów oraz reorganizację wystawy. Aktualnie Oddział przygotowuje i udostępnia swoje zbiory zainteresowanym poprzez wystawy czasowe, wydarzenia i działania edukacyjne oraz kwerendy.